# Emanuel Sandhu
Emanuel Sandhu, né le 18 novembre 1980 à Toronto, est un patineur artistique et un danseur canadien. Il est triple champion canadien et gagnant de la Finale du Grand Prix ISU 2004.

## Biographie

### Vie personnelle
Né d'un père pandjabi et d'une mère italienne, Emanuel Sandhu grandit à Richmond Hill, en Ontario. Son enfance est troublée par la vie mouvementée de ses parents, lui-même la qualifiant de dysfonctionnelle.
Il parle couramment l'anglais, le français et l'italien. En plus du patinage artistique et de la danse, Emanuel Sandhu fait aussi des contrats de mannequin et tâte aussi la carrière de chanteur.

### Carrière sportive
À l'âge de trois ans, il commence son étude du ballet classique pour ensuite prendre ses premières glisses sur la patinoire à l'âge de huit ans. Il continuera la danse jusqu'à la fin de ses études secondaires et graduera même de l'école nationale de ballet du Canada. Un an après ses débuts sur la glace, il est découvert par Joanne McLeod qui elle-même a un passé en danse et devient son entraîneur. Il déménagera plus tard à Burnaby, Colombie-Britannique pour continuer son entraînement au BC Centre of Excellence. Sandhu donne tout le crédit de sa carrière à McLeod, qu'il qualifie comme étant son soutien moral le plus important. Ses études en ballet classiques et son héritage indien/italien lui ont donné un style et un look unique.
Sandhu connaît rapidement le succès au niveau national, en se classant deuxième à ses premiers championnats nationaux. Ce classement lui permet de se qualifier pour l'équipe Olympique pour les jeux de Nagano, mais le comité olympique canadien refuse de le sélectionner, n'ayant pratiquement pas de compétitions internationales à son actif. Il se qualifie à nouveau pour les Jeux Olympiques de 2002, mais il dut déclarer forfait après le programme court, ennuyé par une blessure. Il déclare également forfait pour les championnats du monde 2002.
Sandhu a été champion du Canada en 2001, 2002 et 2004. Il a remporté la Finale du Grand Prix 2004, qui fut une de ses meilleure saisons. En remportant la Finale du Grand Prix, il a battu le champion du monde Evgeni Plushenko. Cette victoire est encore plus surprenante, car Sandhu était un substitut à la Finale et était présent à la suite du forfait d'un des finalistes. Après avoir remporté son troisième titre national, Sandhu va aux championnats des quatre continents, où il remporte une médaille d'argent, son meilleur classement.
Malgré ses victoires diverses, Sandhu a la réputation de ne pas résister à la pression des grandes compétitions. Après les Jeux Olympiques de 2006, il conserve son statut amateur. Il participe à la Coupe de Chine où il remporte une médaille de bronze, et à la Coupe de Russie où il termine 5e. Aux championnats du Canada 2007, il se classe 3e, son classement le plus bas à cette compétition. Il participe aux Quatre continents et aux championnats du monde, où il se classe respectivement 9e et 16e.

### Reconversion
En mai 2008, Sandhu participe aux auditions pour l'émission So You Think You Can Dance Canada à Vancouver. Il se qualifie pour l'audition finale à Toronto, où il réussit à passer au travers des divers étapes, mais il est retranché lors de la sélection finale du Top 20 pour l'émission. Sandhu a de nouveau auditionné pour la 2e saison de So You Think You Can Dance Canada, et cette fois-ci, il fait partie du top 20.

## Palmarès
| Compétition                   | 1998    | 1999    | 2000    | 2001    | 2002    | 2003    | 2004    | 2005    | 2006    | 2007    | ... | 2013    |  |  |  |  |  |  |  |
| Jeux olympiques d'hiver       |         |         |         |         | F       |         |         |         | 13e     |         |     |         |  |  |  |  |  |  |  |
| Championnats du monde         | 29e     | 18e     | F       | 9e      | F       | 8e      | 8e      | 7e      | 5e      | 16e     |     |         |  |  |  |  |  |  |  |
| Quatre continents             |         | 10e     | 13e     | 7e      | F       | 5e      | 2e      | F       | F       | 9e      |     |         |  |  |  |  |  |  |  |
| Championnats du Canada        | 2e      | 2e      | 2e      | 1er     | 2e      | 1er     | 1er     | 2e      | 2e      | 3e      |     | 11e     |  |  |  |  |  |  |  |
| Championnats du monde juniors | 11e     |         |         |         |         |         |         |         |         |         |     |         |  |  |  |  |  |  |  |
|                               |         |         |         |         |         |         |         |         |         |         |     |         |  |  |  |  |  |  |  |
| Grand Prix ISU                | 1997/98 | 1998/99 | 1999/00 | 2000/01 | 2001/02 | 2002/03 | 2003/04 | 2004/05 | 2005/06 | 2006/07 | ... | 2012/13 |  |  |  |  |  |  |  |
| Finale du Grand Prix          |         |         |         |         |         |         | 1er     | 4e      | 5e      |         |     |         |  |  |  |  |  |  |  |
| Skate America                 |         |         |         | 4e      |         | 6e      |         |         |         |         |     |         |  |  |  |  |  |  |  |
| Skate Canada                  |         |         |         |         | 5e      | 2e      | 4e      | 1er     | 1er     |         |     |         |  |  |  |  |  |  |  |
| Coupe d'Allemagne             |         |         | 8e      | 6e      |         |         |         |         |         |         |     |         |  |  |  |  |  |  |  |
| Coupe de Chine                |         |         |         |         |         |         | 5e      |         | 1er     | 3e      |     |         |  |  |  |  |  |  |  |
| Trophée de France             |         | 3e      |         |         | 9e      |         |         | 3e      |         |         |     |         |  |  |  |  |  |  |  |
| Coupe de Russie               |         |         | F       |         |         |         |         |         |         | 5e      |     |         |  |  |  |  |  |  |  |
| Trophée NHK                   |         | 6e      |         |         |         |         |         |         |         |         |     |         |  |  |  |  |  |  |  |
| Légende : F = Forfait         |         |         |         |         |         |         |         |         |         |         |     |         |  |  |  |  |  |  |  |